# TEA
В криптографии Tiny Encryption Algorithm (TEA) — блочный алгоритм шифрования типа «Сеть Фейстеля». Алгоритм был разработан на факультете компьютерных наук Кембриджского университета Дэвидом Уилером (David Wheeler) и Роджером Нидхэмом (Roger Needham) и впервые представлен в 1994 году на симпозиуме по быстрым алгоритмам шифрования в Лёвене (Бельгия).
Шифр не патентован, широко используется в ряде криптографических приложений и широком спектре аппаратного обеспечения благодаря крайне низким требованиям к памяти и простоте реализации. Алгоритм имеет как программную реализацию на разных языках программирования, так и аппаратную реализацию на интегральных схемах типа FPGA.

## Свойства
Алгоритм шифрования TEA основан на битовых операциях с 64-битным блоком, имеет 128-битный ключ шифрования. Стандартное количество раундов сети Фейстеля равно 64 (32 цикла), однако, для достижения наилучшей производительности или шифрования, число циклов можно варьировать от 8 (16 раундов) до 64 (128 раундов). Сеть Фейстеля несимметрична из-за использования в качестве операции наложения сложения по модулю 232.
Достоинствами шифра являются его простота в реализации, небольшой размер кода и довольно высокая скорость выполнения, а также возможность оптимизации выполнения на стандартных 32-битных процессорах, так как в качестве основных операций используются операции исключающего «ИЛИ» (XOR), побитового сдвига и сложения по модулю 232. Поскольку алгоритм не использует таблиц подстановки и раундовая функция довольно проста, алгоритму требуется не менее 16 циклов (32 раундов) для достижения эффективной диффузии, хотя полная диффузия достигается уже за 6 циклов (12 раундов).
Алгоритм имеет отличную устойчивость к линейному криптоанализу и довольно хорошую к дифференциальному криптоанализу. Главным недостатком этого алгоритма шифрования является его уязвимость для атак «на связанных ключах» (англ. Related-key attack). Из-за простого расписания ключей каждый ключ имеет 3 эквивалентных ключа. Это означает, что эффективная длина ключа составляет всего 126 бит, поэтому данный алгоритм не следует использовать в качестве хеш-функции.

## Описание алгоритма
Исходный текст разбивается на блоки по 64 бита каждый. 128-битный ключ К делится на четыре 32-битных подключа K[0], K[1], K[2] и K[3]. На этом подготовительный процесс заканчивается, после чего каждый 64-битный блок шифруется на протяжении 32 циклов (64 раундов) по нижеприведённому алгоритму.
Предположим, что на вход n-го раунда (для 1 ≤ n ≤ 64) поступают правая и левая часть (Ln, Rn), тогда на выходе n-го раунда будут левая и правая части (Ln+1, Rn+1), которые вычисляются по следующим правилам:
Ln+1 = Rn.
Если n = 2 * i — 1 для 1 ≤ i ≤ 32 (нечётные раунды), то
Rn+1 = Ln {\displaystyle \boxplus } ({ [ Rn {\displaystyle \ll } 4 ] {\displaystyle \boxplus } K[0] } {\displaystyle \oplus } { Rn {\displaystyle \boxplus } i * δ } {\displaystyle \oplus } { [ Rn {\displaystyle \gg } 5 ] {\displaystyle \boxplus } K[1] })
Если n = 2 * i для 1 ≤ i ≤ 32 (чётные раунды), то
Rn+1 = Ln {\displaystyle \boxplus } ({ [ Rn {\displaystyle \ll } 4 ] {\displaystyle \boxplus } K[2] } {\displaystyle \oplus } { Rn {\displaystyle \boxplus } i * δ } {\displaystyle \oplus } { [ Rn {\displaystyle \gg } 5 ] {\displaystyle \boxplus } K[3] })
Где
- X {\displaystyle \boxplus } Y — операция сложения чисел X и Y по модулю 232.
- X {\displaystyle \oplus } Y — побитовое исключающее «ИЛИ» (XOR) чисел X и Y, которое в языке программирования Си обозначается как X ^ Y
- X {\displaystyle \ll } Y и X {\displaystyle \gg } Y — операции побитового сдвига числа X на Y бит влево и вправо соответственно.
- Константа δ была выведена из Золотого сечения δ = ({\displaystyle {\sqrt {5}}} — 1) * 231 = 2654435769 = 9E3779B9h[2]. В каждом раунде константа умножается на номер цикла i. Это было сделано для предотвращения простых атак, основанных на симметрии раундов.

Также очевидно, что в алгоритме шифрования TEA нет как такового алгоритма расписания ключей. Вместо этого в нечётных раундах используются подключи К[0] и К[1], в чётных — К[2] и К[3].
Так как это блочный шифроалгоритм, где длина блока 64-бит, а длина данных может быть не кратна 64-битам, значения всех байтов дополняющих блок до кратности в 64-бит устанавливается в 0x01 .

## Реализация
Реализация на языке программирования Си (адаптированный вариант кода, представленного в статье Дэвида Уилера и Роджера Нидхэма) функций шифрования и расшифрования с использованием алгоритма TEA:
```
#include
 
<stdint.h>

void
 
encrypt
(
 
uint32_t
*
 
v
,
 
const
 
uint32_t
*
 
k
 
)

{

  
/* set up */

  
uint32_t
 
v0
 
=
 
v
[
0
];

  
uint32_t
 
v1
 
=
 
v
[
1
];

  
uint32_t
 
sum
 
=
 
0
;

  
uint32_t
 
i
;

  
/* a key schedule constant */

  
uint32_t
 
delta
 
=
 
0x9e3779b9
;

  
/* cache key */

  
uint32_t
 
k0
 
=
 
k
[
0
];

  
uint32_t
 
k1
 
=
 
k
[
1
];

  
uint32_t
 
k2
 
=
 
k
[
2
];

  
uint32_t
 
k3
 
=
 
k
[
3
];

  
/* basic cycle start */

  
for
(
 
i
 
=
 
0
;
 
i
 
<
 
32
;
 
++
i
 
)

  
{

    
sum
 
+=
 
delta
;

    
v0
 
+=
 
(
 
(
 
v1
 
<<
 
4
 
)
 
+
 
k0
 
)
 
^
 
(
 
v1
 
+
 
sum
 
)
 
^
 
(
 
(
 
v1
 
>>
 
5
 
)
 
+
 
k1
 
);

    
v1
 
+=
 
(
 
(
 
v0
 
<<
 
4
 
)
 
+
 
k2
 
)
 
^
 
(
 
v0
 
+
 
sum
 
)
 
^
 
(
 
(
 
v0
 
>>
 
5
 
)
 
+
 
k3
 
);

  
}

  
/* end cycle */

  
v
[
0
]
 
=
 
v0
;

  
v
[
1
]
 
=
 
v1
;

}

void
 
decrypt
(
 
uint32_t
*
 
v
,
 
const
 
uint32_t
*
 
k
 
)

{

  
/* set up */

  
uint32_t
 
v0
 
=
 
v
[
0
];

  
uint32_t
 
v1
 
=
 
v
[
1
];

  
uint32_t
 
sum
 
=
 
0xC6EF3720
;

  
uint32_t
 
i
;

  
/* a key schedule constant */

  
uint32_t
 
delta
 
=
 
0x9e3779b9
;

  
/* cache key */

  
uint32_t
 
k0
 
=
 
k
[
0
];

  
uint32_t
 
k1
 
=
 
k
[
1
];

  
uint32_t
 
k2
 
=
 
k
[
2
];

  
uint32_t
 
k3
 
=
 
k
[
3
];

  
/* basic cycle start */

  
for
 
(
 
i
 
=
 
0
;
 
i
 
<
 
32
;
 
++
i
 
)

  
{
                              

    
v1
 
-=
 
(
 
(
 
v0
 
<<
 
4
 
)
 
+
 
k2
 
)
 
^
 
(
 
v0
 
+
 
sum
 
)
 
^
 
(
 
(
 
v0
 
>>
 
5
 
)
 
+
 
k3
 
);

    
v0
 
-=
 
(
 
(
 
v1
 
<<
 
4
 
)
 
+
 
k0
 
)
 
^
 
(
 
v1
 
+
 
sum
 
)
 
^
 
(
 
(
 
v1
 
>>
 
5
 
)
 
+
 
k1
 
);

    
sum
 
-=
 
delta
;
                                   

  
}

  
/* end cycle */

  
v
[
0
]
 
=
 
v0
;

  
v
[
1
]
 
=
 
v1
;

}

```

Комментарии:
- v — исходный текст, состоящий из двух частей по 32 бита
- k — ключ, состоящий из четырёх 32-битных частей

Изменения по сравнению с оригинальным кодом:
- используется тип uint32_t вследствие того, что он всегда имеет размер 32 бита в отличие от long (присутствующий в оригинальном коде), который может содержать 64 бита (например в некоторых 64-битных системах)
- исходный код не использует тип const
- в исходном коде опущены избыточные скобки в выражениях для v0 и v1, в данной модификации они оставлены для большей наглядности

## Криптоанализ
Предполагается, что данный алгоритм обеспечивает защищённость, сравнимую с алгоритмом шифрования IDEA, так как он использует ту же идею использования операций из ортогональных алгебраических групп. Этот подход отлично защищает от методов линейного криптоанализа.

### Атаки на связанных ключах
Алгоритм наиболее уязвим для «атак на связанных ключах» (англ. Related-key attack) из-за простого расписания ключей (в том числе отсутствия алгоритма расписания ключей как такового). Существуют как минимум три известные атаки данного типа, они были представлены в работе Джона Келси (John Kelsea), Брюса Шнайера (Bruce Schneier) и Дэвида Вагнера (David Wagner) в 1997 году. Наиболее простые из них дают дифференциальную характеристику с вероятностью 2−32 после 32 циклов алгоритма, поэтому требуется не менее 234 выбранных открытых текстов для нахождения дифференциальной характеристики с вероятностью 1 и определения всех бит ключа. Более сложная в реализации атака, сочетающая в себе идеи «атаки на связанных ключах» Эли Бихама (Eli Biham) и дифференциальной атаки, даёт дифференциальную характеристику с вероятностью 2−11, требует всего 223 выбранных открытых текстов и время порядка 232 времён шифрования (то есть требует количество битовых операций порядка 232).

### Дифференциальный криптоанализ
Было обнаружено, что TEA довольно устойчив к дифференциальному криптоанализу. Атака на 10 раундов TEA требует 252,5 выбранных открытых текстов и имеет временную сложность 284. Лучший результат — криптоанализ 17 раундов TEA. Данная атака требует всего 1920 выбранных открытых текстов, однако имеет временную сложность 2123,37.

### Эквивалентные ключи
Ещё одна проблема алгоритма TEA — наличие эквивалентных ключей. Было показано, что каждый ключ имеет три ему эквивалентных. Это означает, что эффективная длина ключа имеет всего 126 бит вместо 128, задуманных разработчиками, поэтому TEA нежелательно использовать в качестве хеш-функции, что было отражено в книге Эндрю Хуанга (Andrew Huang) «Hacking the Xbox: an introduction to reverse engineering» («Взлом Xbox: введение в обратный инжиниринг») на примере взлома игровой приставки Microsoft Xbox.
Таблица эквивалентных ключей:
| K[0]                                   | K[1]                                   | K[2]                                   | K[3]                                   |
| K[0]                                   | K[1]                                   | K[2] {\displaystyle \oplus } 80000000h | K[3] {\displaystyle \oplus } 80000000h |
| K[0] {\displaystyle \oplus } 80000000h | K[1] {\displaystyle \oplus } 80000000h | K[2]                                   | K[3]                                   |
| K[0] {\displaystyle \oplus } 80000000h | K[1] {\displaystyle \oplus } 80000000h | K[2] {\displaystyle \oplus } 80000000h | K[3] {\displaystyle \oplus } 80000000h |

## Расширения алгоритма
Выявление ряда серьёзных уязвимостей и слабых мест в исходном алгоритме TEA привело к скорому созданию его расширений. Основными отличиями всех этих алгоритмов являются усовершенствованное расписание ключей, динамическая зависимость ключа от текста, а также другой размер ключа, входного блока и/или количество раундов сети Фейстеля.

#### XTEA
XTEA имеет размер блока, равный 64 битам, размер ключа — 128 битам, количество раундов сети Фейстеля равно 64. Алгоритм был разработан Дэвидом Уилером и Роджером Нидхэмом и опубликован в 1997 году. Главное отличие от исходного алгоритма TEA — наличие алгоритма расписания ключей, что позволило устранить критическую уязвимость для «атак на связанных ключах», но привело к ухудшению стойкости к дифференциальному криптоанализу. Существуют три модификации этого алгоритма, разработанные Томом Дэнисом (Tom Denis): XTEA-1 (размер блока — 64 бита, размер ключа — 128 бит, количество раундов сети Фейстеля — 32), XTEA-2 (размер блока — 128 бит, размер ключа — 128 бит, количество раундов сети Фейстеля — 64) и XTEA-3 (размер блока — 128 бит, размер ключа — 256 бит, количество раундов сети Фейстеля — 64).

#### XXTEA
В 1998 году было опубликовано следующее расширение алгоритма, получившее название XXTEA. Размер ключа — 128 бит. Отличительной особенностью является возможность шифрования любых блоков, длина которых кратна 64 битам, количество раундов равно 52 + 6 * (количество 32-битных слов в блоке) или 52 + 12 * M при длине блока 64 * M бит. Практическая эффективность опубликованной анонимно дифференциальной атаки не доказана.

#### RTEA
Существует также альтернативная модификация алгоритма TEA, получившая наименование RTEA, разработанная в 2007 году «Marcos el Ruptor». Размер блока — 64 бита; для 128-битного ключа число раундов сети Фейстеля равно 48, для 256-битного — 64. По заявлениям разработчиков, этот алгоритм производительнее и более устойчив к криптоанализу, чем XTEA, однако и на этот алгоритм уже существует «атака на связанных ключах».

#### Raiden
С использованием механизмов генетического программирования в 2006 году командой разработчиков во главе с Хулио Кастро (англ. Julio César Hernández Castro) был создан алгоритм Raiden, призванный устранить уязвимости шифра TEA. Он практически в точности повторяет структуру алгоритма TEA за исключением того, что у алгоритма Raiden есть расширенный алгоритм расписания ключей. Стандартное число раундов сети Фейстеля равно 32 (16 циклов). Raiden использует ключевое расписание, близкое к ГПСЧ, трансформирует ключ и генерирует подключи для каждого раунда. Шифр успешно проходит тесты Diehard, Sexton и ENT.

#### Сравние различных версий расширения алгоритма TEA
Здесь приведена сравнительная таблица основных характеристик алгоритмов семейства TEA:
| Название алгоритма | Стандартное количество раундов сети Фейстеля | Размер блока | Размер ключа    |
| ------------------ | -------------------------------------------- | ------------ | --------------- |
| TEA                | 64                                           | 64 бита      | 128 бит         |
| XTEA               | 64                                           | 64 бита      | 128 бит         |
| XTEA-1             | 32                                           | 64 бита      | 128 бит         |
| XTEA-2             | 64                                           | 128 бит      | 128 бит         |
| XTEA-3             | 64                                           | 128 бит      | 256 бит         |
| XXTEA              | 52 + 12 * M                                  | 64 * M бит   | 128 бит         |
| RTEA               | 48 или 64                                    | 64 бита      | 128 или 256 бит |
| Raiden             | 32                                           | 64 бита      | 128 бит         |

В то же время авторы алгоритма TEA на своей официальной странице обращают внимание на то, что в реальных условиях практического использования алгоритм TEA все ещё остается довольно надежным и все найденные уязвимости, как правило, не являются критичными, к примеру, при передаче данных в реальном времени.